# Jean Ravelonarivo
Jean Ravelonarivo (sinh ngày 17 tháng 4 năm 1959) là một sĩ quan quân đội và chính trị gia người Malagasy, giữ chức Thủ tướng Madagascar từ ngày 17 tháng 1 năm 2015 cho đến ngày 13 tháng 4 năm 2016.
Ravelonarivo được bổ nhiệm làm người kế nhiệm Thủ tướng Roger Kolo từ ngày 17 tháng 1 năm 2015. Các thành viên của phe đối lập như Andry Rajoelina, Jean Louis Robinson và Albert Camille Vital phàn nàn về việc bổ nhiệm bởi vì vợ Ravelonarivo là bạn thân của vợ Tổng thống Rajaonarimampianina.
Vào tháng 9 năm 2021, tòa án hình sự của cực chống tham nhũng Antananarivo đã kêu gọi sáu cá nhân và một công ty ra trình diện. Jean Ravelonarivo, Thủ tướng từ năm 2015 đến 2016 và là người trực tiếp thụ hưởng các hợp đồng gian lận, bị yêu cầu 5 năm tù đối với ông ta. Các bị cáo phải bồi thường tổng cộng 6 tỷ đồng tiền bồi thường thiệt hại cho CNAPS, bên dân sự trong vụ án này.